# Laila Schou Nilsen
Laila Schou Nilsen, född 18 mars 1919, död 30 juli 1998, var en norsk alpin skidåkare, skridskoåkare, tennisspelare och handbollsspelare. Hon var efter den aktiva karriären företagsledare och idrottsfunktionär.
Hon blev olympisk bronsmedaljör i kombination vid vinterspelen 1936 i Garmisch-Partenkirchen.
Laila Schou Nilsen hade tidigt stora framgångar i skidsport och var sedan även framgångsrik inom skridsko. Hon började sedan även spela tennis där hon blev norsk mästare, bland annat 23 gånger i singel och 28 gånger i dubbel. I handboll blev hon norsk mästare fyra gånger och spelade 12 landskamper. 
1947 tog Laila Schou Nilsen över skidtillverkaren Splitkein som fick namnet Splitkeinfabrikken Laila Schou Nilsen & Co. 1950 flyttade den till Hønefoss.